# Челлендж-Браунсвілл (Каліфорнія)
Челлендж-Браунсвілл (англ. Challenge–Brownsville) — переписна місцевість (CDP) в США, в окрузі Юба штату Каліфорнія. Населення — 1161 особа (2020).

## Географія
Челлендж-Браунсвілл розташований за координатами 39°27′52″ пн. ш. 121°15′48″ зх. д. / 39.46444° пн. ш. 121.26333° зх. д. (39.464508, -121.263429).  За даними Бюро перепису населення США в 2010 році переписна місцевість мала площу 25,03 км², уся площа — суходіл.

## Демографія
Згідно з переписом 2010 року, у переписній місцевості мешкало 1148 осіб у 476 домогосподарствах у складі 308 родин. Густота населення становила 46 осіб/км².  Було 594 помешкання (24/км²).
Расовий склад населення:
| - 87,6 % — білих - 2,7 % — корінних американців - 0,9 % — чорних або афроамериканців - 0,4 % — азіатів - 0,3 % — вихідців з тихоокеанських островів |

До двох чи більше рас належало 7,2 %. Частка іспаномовних становила 7,8 % від усіх жителів.
За віковим діапазоном населення розподілялося таким чином: 19,9 % — особи молодші 18 років, 58,4 % — особи у віці 18—64 років, 21,7 % — особи у віці 65 років та старші. Медіана віку мешканця становила 47,7 року. На 100 осіб жіночої статі у переписній місцевості припадало 100,3 чоловіків;  на 100 жінок у віці від 18 років та старших — 92,5 чоловіків також старших 18 років.
Середній дохід на одне домашнє господарство  становив 41 297 доларів США (медіана — 35 046), а середній дохід на одну сім'ю — 45 612 долари (медіана — 44 706). За межею бідності перебувало 29,7 % осіб, у тому числі 92,4 % дітей у віці до 18 років та 0,0 % осіб у віці 65 років та старших.
Цивільне працевлаштоване населення становило 233 особи. Основні галузі зайнятості: мистецтво, розваги та відпочинок — 30,5 %, освіта, охорона здоров'я та соціальна допомога — 24,9 %, будівництво — 17,2 %.